# City Nature Challenge
De City Nature Challenge is een jaarlijkse, wereldwijde communitysciencewedstrijd om de stedelijke biodiversiteit te documenteren. Het is een bioblitz waarin de deelnemers planten, dieren en andere organismen in stedelijke gebieden vinden en documenteren. Het doel is om het publiek te betrekken bij het verzamelen van biodiversiteitsgegevens. Er zijn elk jaar drie prijzen voor de steden die de meeste waarnemingen doen, de meeste soorten vinden of de meeste mensen betrekken.
Deelnemers gebruiken voornamelijk de iNaturalist- app en -website om hun waarnemingen te documenteren, hoewel sommige gebieden andere platforms gebruiken, zoals Natusfera in Spanje of Waarneming.nl in Maastricht. Na de waarnemingsperiode volgen een paar determinatiedagen en tot slot de definitieve bekendmaking van de winnaars. Deelnemers hoeven niet zelf de soort te determineren; hulp wordt geboden via de geautomatiseerde functie voor identificatie van soorten van iNaturalist en de gebruikersgemeenschap op iNaturalist, waaronder professionele wetenschappers en deskundige natuuronderzoekers.

## Geschiedenis
De City Nature Challenge is opgericht door Alison Young en Rebecca Johnson van de California Academy of Sciences en Lila Higgins van het Natural History Museum in Los Angeles County. Het eerste evenement was in het voorjaar van 2016 en werd gehouden tussen Los Angeles en San Francisco. De deelnemers maakten meer dan 20.000 waarnemingen op het iNaturalist- platform. In 2017 breidde het evenement zich uit naar 16 steden in de Verenigde Staten en verzamelden de deelnemers meer dan 125.000 waarnemingen van dieren in het wild in 5 dagen. In 2018 namen 68 steden over de hele wereld deel. In vier dagen werden meer dan 441.000 waarnemingen van meer dan 18.000 soorten waargenomen en meer dan 17.000 mensen namen deel.
Het evenement van 2019 was meer dan verdubbeld in schaal met bijna een miljoen waarnemingen van meer dan 31.000 soorten waargenomen door ongeveer 35.000 mensen. Dit was een veel meer internationale aangelegenheid, waarbij de winnende stad wat betreft waarnemingen en soorten afkomstig was uit Afrika (Kaapstad), en drie Zuid-Amerikaanse (La Paz, Tena en Quito) en twee Aziatische gebieden (Hong Kong en Klangdal, Kuala Lumpur) in de top tien van het aantal waarnemingen stonden.

## Resultaten
De resultaten van de City Nature Challenge per jaar:
| Jaar | Periode        | Deelnemende steden | Deelnemende landen | Totaal aantal waarnemingen | Totaal aantal soorten | Aantal deelnemers | Resultaten    |
| ---- | -------------- | ------------------ | ------------------ | -------------------------- | --------------------- | ----------------- | ------------- |
| 2016 | 14–21 april    | 2                  | 1                  | 19.742                     | 3.152                 | 1.018             | [ 1 ]         |
| 2017 | 14–18 april    | 16                 | 1                  | > 125.000                  | 8.600                 | > 4.000           | [ 1 ]         |
| 2018 | 27–30 april    | 68                 | 17                 | 442.518                    | > 18.000              | 17.329            | [ 15 ] [ 19 ] |
| 2019 | 26–29 april    | 159                | 28                 | 963.773                    | > 31.000              | 35.126            | [ 17 ]        |
| 2020 | 24–27 april    | 244                | 40                 | 815.258                    | > 32.500              | 41.165            | [ 20 ] [ 21 ] |
| 2021 | 30 april–3 mei | 419                | 44                 | > 1,2 miljoen              | > 45.300              | > 51.000          | [ 20 ]        |
| 2022 | 29 april–2 mei | 445                | 47                 | 1.694.877                  | 50.176                | 67.220            | [ 20 ]        |
| 2023 | 28 april–1 mei | 482                | 46                 | 1.870.763                  | 57.227                | 66.394            | [ 20 ]        |
| 2024 | 26–29 april    | 690                | 51                 | 2.436.844                  | 65.682                | 83.528            | [ 20 ]        |
| 2025 | 25–28 april    | 669                | 62                 | 3.310.131                  | 73.765                | 102.945           | [ 22 ]        |

Winnende steden per jaar:
| Jaar | Meeste waarnemingen                                       | De meeste soorten                                       | De meeste deelnemers                                    | Resultatenpagina     |
| ---- | --------------------------------------------------------- | ------------------------------------------------------- | ------------------------------------------------------- | -------------------- |
| 2016 | Los Angeles, Californië, VS (10.353)                      | Los Angeles, Californië, VS (1.601)                     | Los Angeles, Californië, VS (574)                       | [ 20 ]               |
| 2017 | Dallas / Fort Worth Area, Texas, VS (23.957)              | Houston, Texas, VS (2.419)                              | Los Angeles, Californië, VS (1.034)                     | [ 20 ]               |
| 2018 | San Francisco Bay Area, Californië, VS (41.737)           | San Francisco Bay Area, Californië, VS (3.211)          | San Francisco Bay Area, Californië, VS (1.532)          | [ 20 ]               |
| 2019 | Kaapstad, Zuid-Afrika (53.763)                            | Kaapstad, Zuid-Afrika (4.588)                           | San Francisco Bay Area, Californië, VS (1.947)          | [ 23 ] [ 24 ] [ 20 ] |
| 2020 | Kaapstad, Zuid-Afrika (34.147)                            | Houston, Texas, VS (3.359)                              | San Francisco, Californië, VS (2.496)                   | [ 20 ]               |
| 2021 | Kaapstad, Zuid-Afrika (71.142)                            | Kaapstad, Zuid-Afrika (4.766)                           | San Francisco, Californië, VS (2.265)                   | [ 20 ]               |
| 2022 | La Paz, La Paz, Bolivia (137.345)                         | La Paz, La Paz, Bolivia (5.320)                         | La Paz, La Paz, Bolivia (4.296)                         | [ 20 ]               |
| 2023 | La Paz, Región Metropolitana de La Paz, Bolivia (126.435) | La Paz, Región Metropolitana de La Paz, Bolivia (5.344) | La Paz, Región Metropolitana de La Paz, Bolivia (3.025) | [ 20 ]               |
| 2024 | Región metropolitana de La Paz, Bolivia (165.839)         | Región metropolitana de La Paz, Bolivia (5.352)         | Región metropolitana de La Paz, Bolivia (3.593)         | [ 20 ]               |
| 2025 | Area Metropolitana La Paz, Bolivia (148.865)              | Cochabamba, Bolivia (7.134)                             | Area Metropolitana La Paz, Bolivia (3.321)              | [ 20 ]               |